# 606 TCN
606 TCN là một năm trong lịch La Mã.